# Kenneth Steer
Pour les articles homonymes, voir Steer.
Kenneth Arthur Steer, CBE , FSA , FSA Scot (12 novembre 1913 - 20 février 2007) est un archéologue britannique et un officier de l'armée britannique. Pendant la Seconde Guerre mondiale, il sert en Italie puis comme responsable des Monuments en Allemagne. De 1957 à 1978, il est secrétaire de la Royal Commission on the Ancient and Historical Monuments of Scotland.

## Jeunesse
Kenneth Steer naît le 12 novembre 1913 à Rotherham, dans le Yorkshire. Il fait ses études secondaires à la Wath Grammar School à Wath upon Dearne. Il étudie ensuite l'histoire à l'université de Durham, où il est élu président de la Durham Colleges Historical Society lors du trimestre de l'Épiphanie en 1934,. Il obtient un baccalauréat ès arts (BA) en 1935. Il reste à Durham pour entreprendre des études de troisième cycle sur l'archéologie du comté romain de Durham. Durant ses études, il fouille la villa romaine de Rudston et le mur d'Hadrien sous la direction d'Eric Birley et Ian Richmond. Il soutient une thèse intitulée The Archaeology of Roman Co Durham en 1938.

## Carrière

### Début de carrière
En 1938, après avoir terminé ses études universitaires, Steer est nommé à la Commission royale sur les monuments anciens et historiques d'Écosse comme archéologue assistant. Au sein de la commission, il travaille d'abord comme enquêteur sur les monuments antiques d'Écosse, principalement dans le Roxburghshire et les Southern Uplands.

### Activités militaires
Au début de la Seconde Guerre mondiale, il travaille comme fonctionnaire au Bureau écossais à St Andrew's House,, puis en 1941, il rejoint la Royal Artillery. Il est nommé sous-lieutenant dans l'Intelligence Corps en 1943 et il participe à la Campagne d'Italie, durant laquelle il prend part aux débarquements à Salerne et Anzio. De 1943 à 1945, il occupe le poste de chef du service d'interprétation photographique aérienne rattaché à la 56e division britannique. Vers la fin de la guerre, il est transféré à la 5e division d'infanterie.
En juin 1945, à la fin des hostilités, il intègre le programme Monuments, Beaux-Arts et Archives. Il est affecté à la Division du Rhin du Nord basée à Düsseldorf, à la direction des réparations de base de bâtiments historiques, notamment la cathédrale de Cologne.

### Carrière ultérieure
À son retour en Grande-Bretagne, Steer rejoint la Royal Commission on the Ancient and Historical Monuments of Scotland (RCAHMS). Il travaille sur l'archéologie du Roxburghshire, du Selkirkshire et du Stirlingshire. Il utilise son expérience de la photographie aérienne pour le renseignement militaire et l'applique à sa carrière civile, découvrant de nombreux sites inconnus. De 1950 à 1955, il travaille sur l'enquête de la commission royale sur les « terres marginales » en Écosse, menacées par le développement agricole,. Il est secrétaire du RCAHMS de 1957 jusqu'à sa retraite en 1978.
Il donne la conférence Horsley de la Society of Antiquaries of Newcastle upon Tyne en 1964 et la conférence Rhind pour la Society of Antiquaries of Scotland en 1968. Il est membre élu de la Society of Antiquaries of London (FSA), et de la Society of Antiquaries of Scotland (FSA Scot) en 1938. Il est président de la Society of Antiquaries of Scotland de 1972 à 1975. Il publie en 1977 avec J. W. M. Bannerman The Late Medieval Monumental Sculpture of the West Highlands.
Il meurt à Cheltenham le 20 février 2007 à 93 ans.

## Honneurs et décorations
En avril 1946, il est mentionné dans les dépêches « en reconnaissance de services vaillants et distingués dans le nord-ouest de l'Europe ». Pour son service pendant la Seconde Guerre mondiale, il reçoit l'étoile de 1939-1945, l'étoile d'Italie, l'étoile de France et d'Allemagne et la War Medal 1939-1945.
Lors des honneurs du Nouvel An de 1978, il est nommé commandeur de l'ordre de l'Empire britannique (CBE) en reconnaissance de ses services à la Commission royale sur les monuments anciens et historiques d'Écosse. 